# Comté de Wilbarger
Le comté de Wilbarger, en anglais : Wilbarger County,  est un comté situé dans le nord de l'État du Texas, à la frontière de l'Oklahoma aux États-Unis. Fondé le 1er février 1858, son siège de comté est la ville de Vernon. Selon le recensement des États-Unis de 2020, sa population est de 12 887 habitants. Le comté a une superficie de 2 533,6 km2, dont 2 514,4 km2 en surfaces terrestres. Il est baptisé en référence à Josiah Pugh Wilbarger et Mathias Wilbarger, deux pionniers tués par des Comanches, en 1845.

## Organisation du comté
Le comté est fondé le 1er février 1858, à partir de terres du comté de Young. Après plusieurs réorganisations foncières, il est définitivement organisé et autonome le 10 octobre 1881. 
Il est baptisé en référence à Josiah Pugh Wilbarger (en) et Mathias Wilbarger, deux pionniers morts et scalpés, en 1845, par des Comanches.

## Géographie
Le comté de Wilbarger  est situé au nord du Texas, à la frontière de l'Oklahoma, aux États-Unis,. 
Il a une superficie totale de 2 532,6 km2, composée de 2 514,4 km2 de terres et de 18,2 km2 de zones aquatiques.

## Comtés adjacents
| Comté de Jackson Oklahoma         | Comté de Tillman Oklahoma |                  |
| Comté de Foard, Comté de Hardeman | comté de Wilbarger        | Comté de Wichita |
|                                   | Comté de Baylor           |                  |

## Démographie

Pyramide des âges du comté de Wilbarger (2000).

Lors du recensement de 2010, le comté comptait une population de 13 535 habitants. Elle est estimée, en 2017, à 12 764 habitants,.

## Galerie

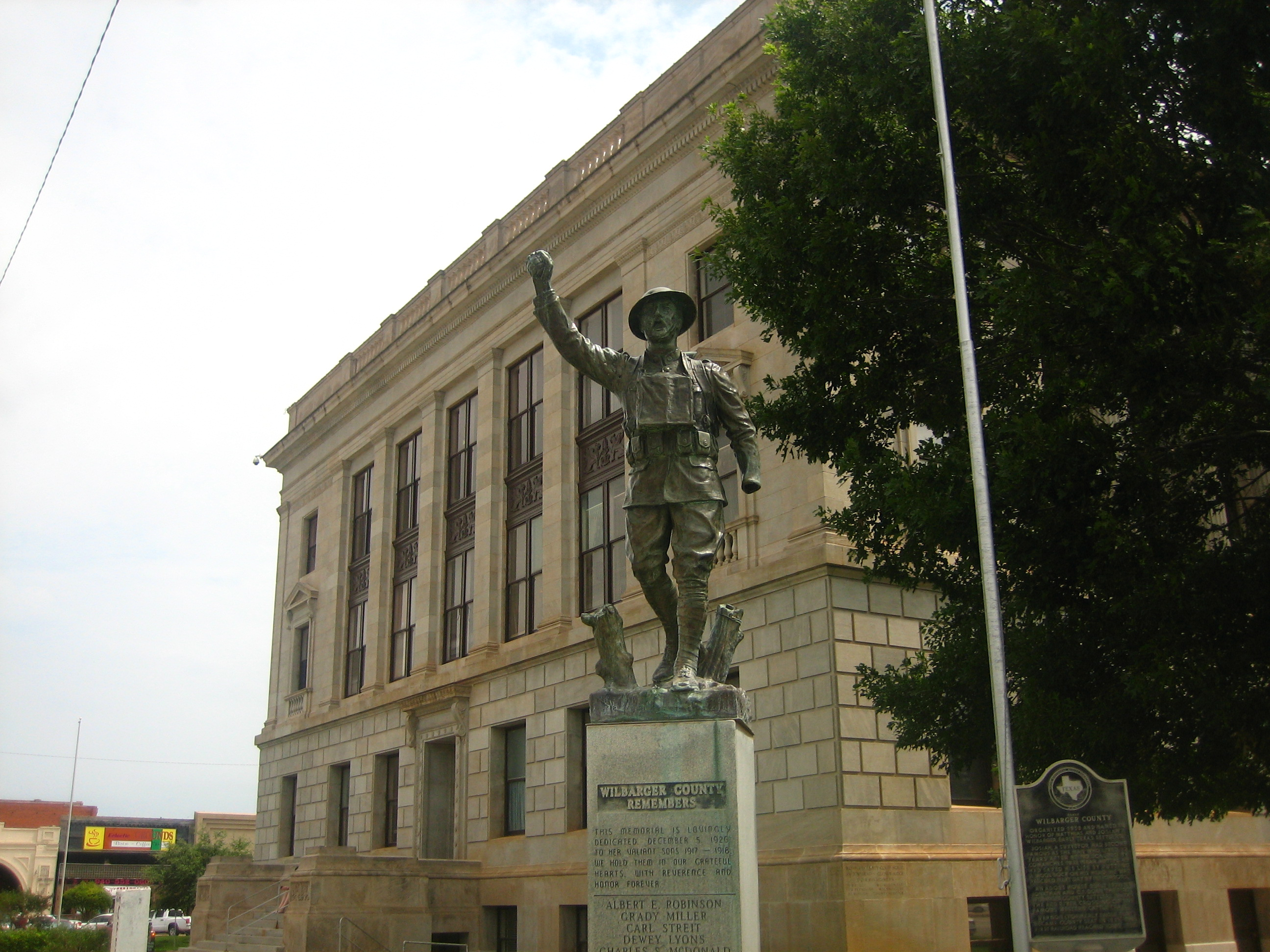
Mémorial aux vétérans, à la maison du comté de Wilbarger.
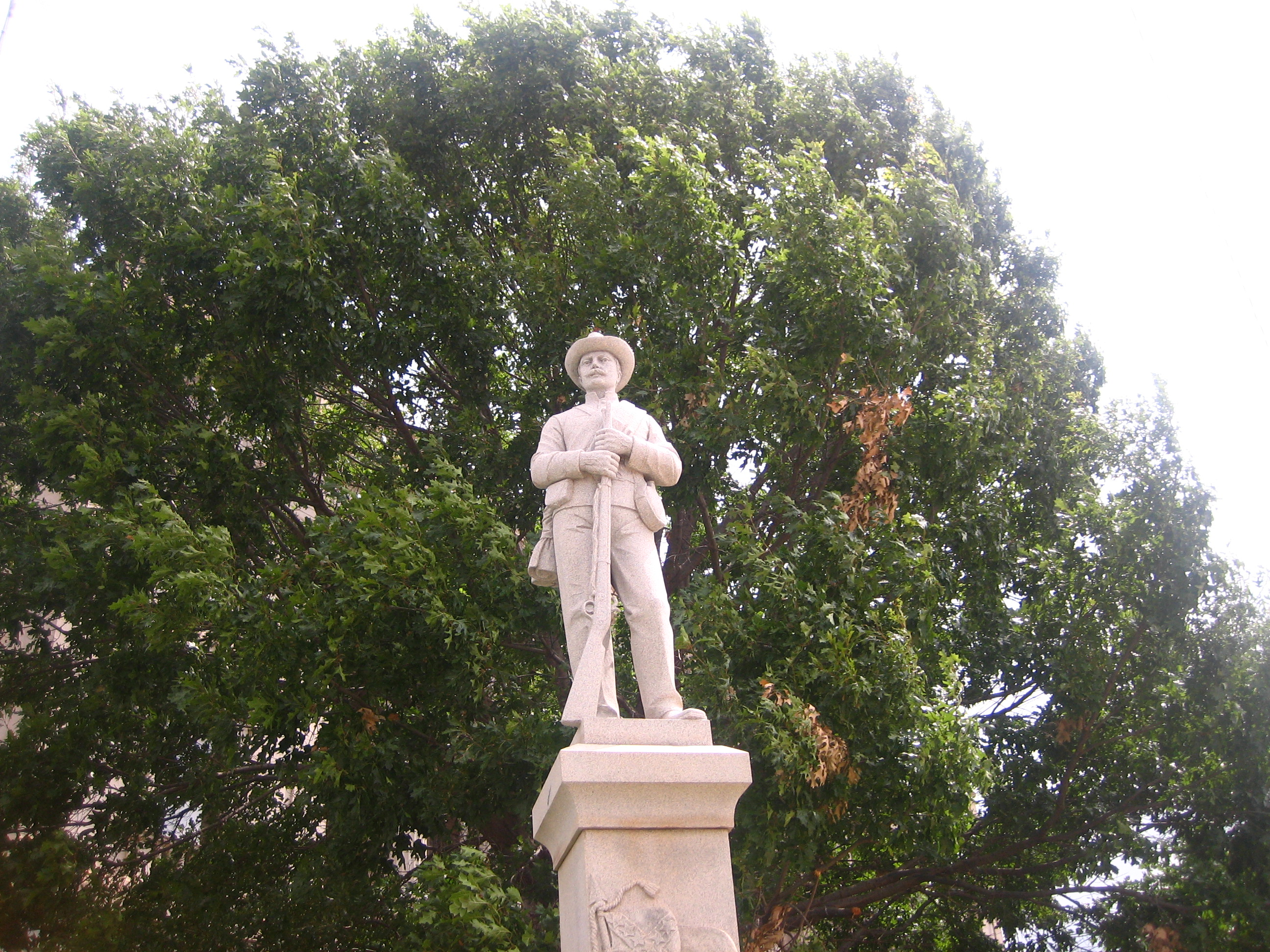
Mémorial à la guerre des États confédérés d'Amérique, à la maison du comté de Wilbarger.